# Nothomiza sordida
Nothomiza sordida là một loài bướm đêm trong họ Geometridae.